# Expédition 28 (ISS)
Insigne de la mission
Équipage de l'expédition 28
Chronologie
Expédition 27 Expédition 29
L'Expédition 28 est le 28e roulement de l'équipage permanent de la Station spatiale internationale (ISS). Cette expédition commence officiellement le 23 mai 2011.

## Équipage
| Position           | Première Partie (mai 2011)                   | Seconde Partie (juin 2011 à septembre 2011)  |
| ------------------ | -------------------------------------------- | -------------------------------------------- |
| Commandant         | Andrei Borisenko, RSA 1er vol spatial        | Andrei Borisenko, RSA 1er vol spatial        |
| Ingénieur de vol 1 | Aleksandr Samokoutiaïev, RSA 1er vol spatial | Aleksandr Samokoutiaïev, RSA 1er vol spatial |
| Ingénieur de vol 2 | Ronald Garan, NASA 2e vol spatial            | Ronald Garan, NASA 2e vol spatial            |
| Ingénieur de vol 3 |                                              | Sergueï Volkov, RSA 2e vol spatial           |
| Ingénieur de vol 4 |                                              | Mike Fossum, NASA 3e vol spatial             |
| Ingénieur de vol 5 |                                              | Satoshi Furukawa, JAXA 1er vol spatial       |